# Movimiento Tradicionalista Gaúcho
El Movimiento Tradicionalista Gaúcho (MTG) es una entidad cívica sin fines de lucro dedicada a la preservación, rescate y desarrollo de la cultura gaúcha.
Se encuentra presente en los estados de Río Grande del Sur, Mato Grosso, Mato Grosso del Sur, Paraná, Santa Catarina, Planalto Central, Río de Janeiro, Amazonía Oriental, Estados del Nordeste y São Paulo, donde promueve, juntos a otros Centros de Tradiciones Gaúchas, eventos tales como concursos y la Semana Farroupilha que conmemora el 20 de septiembre, día del gaúcho.